# グロース・ローゼン強制収容所

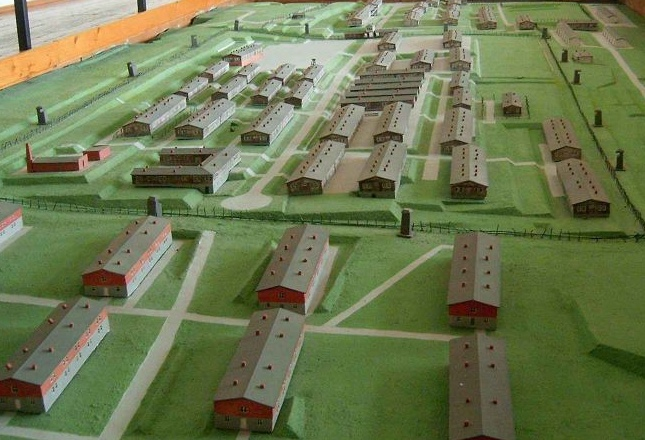
グロス・ローゼン収容所の模型

グロース・ローゼン強制収容所（Konzentrationslager Groß-Rosen）は、ナチス・ドイツがドイツ東部のシュレージエン地方（現ポーランド領）に設置した強制収容所である。

## 概要
シュレージエン地方のブレスラウ南西60キロの位置にあるグロース・ローゼンの町にザクセンハウゼン強制収容所からの囚人の労働キャンプが設けられたのが始まりである。新たな強制収容所の建設が開始され、1941年秋にグロース・ローゼン強制収容所として独立した。
長方形型の強制収容所だった。厳重な警備、暴行、殺害、飢え、など多くの点は他のナチ強制収容所と同じであるが、グロス・ローゼン強制収容所が特徴的なのは点呼広場にあった変わった形の鐘楼の存在であった。この鐘を使って囚人たちに集合などをかけていた。
ブレスラウやゲルリッツあたりまで付属の労働キャンプ（労働分隊）が存在した。中でも花崗岩採石場に駆り出された者たちは劣悪な労働状態に置かれ、致死率が高かった。
ソ連赤軍の接近に伴い、1945年2月から3月にかけて撤収作業が開始された。3万人以上の囚人はブーヘンヴァルト強制収容所、ドーラ強制収容所、フロッセンビュルク強制収容所、ダッハウ強制収容所などに移送されていった。移送に際してろくに食料も与えられず、大量の死者が出た。1945年5月5日にソ連赤軍がここに到着したが、ごく少数の生存者しか残されてはいなかった。

## グロース・ローゼンのガス室について
アイザック・エゴン・オクスホルン（Isaac Egon Ochshorn）はグロース・ローゼン収容所では、毎日500人から600人のソ連軍捕虜が8か月間に渡りガス室で処刑され、犠牲者は合計で約15万人にも達した。と証言していたが、現在ではグロース・ローゼン収容所にはガス室は存在しておらず、収容所で死亡したソ連軍捕虜の数は3000人ほどだとされている。